# العلاقات الأذربيجانية البوروندية
العلاقات الأذربيجانية البوروندية هي العلاقات الثنائية التي تجمع بين أذربيجان وبوروندي.

## مقارنة بين البلدين
هذه مقارنة عامة ومرجعية للدولتين:
| وجه المقارنة                                              | أذربيجان        | بوروندي                                    |
| --------------------------------------------------------- | --------------- | ------------------------------------------ |
| المساحة (كم2)                                             | 86.60 ألف       | 27.83 ألف                                  |
| عدد السكان (نسمة)                                         | 10.00 مليون     | 10.86 مليون                                |
| الكثافة السكانية (ن./كم²)                                 | 115.47          | 390.23                                     |
| العاصمة                                                   | باكو            | بوجومبورا، جيتيغا                          |
| اللغة الرسمية                                             | اللغة الأذرية   | اللغة الكيروندية، لغة فرنسية، لغة إنجليزية |
| العملة                                                    | مانات أذربيجاني | فرنك بوروندي                               |
| الناتج المحلي الإجمالي (بليون دولار)                      | 40.75 مليار     | 3.48 مليار                                 |
| الناتج المحلي الإجمالي (تعادل القوة الشرائية) بليون دولار | 171.56 مليار    | 8.13 مليار                                 |
| الناتج المحلي الإجمالي الاسمي للفرد دولار أمريكي          | 5.50 ألف        | 277                                        |
| الناتج المحلي الإجمالي للفرد دولار أمريكي                 | 17.52 ألف       | 77                                         |
| مؤشر التنمية البشرية                                      | 0.751           | 0.400                                      |
| رمز المكالمات الدولي                                      | +994            | +257                                       |
| رمز الإنترنت                                              | .az             | .bi                                        |
| المنطقة الزمنية                                           | ت ع م+04:00     | ت ع م+02:00                                |

## منظمات دولية مشتركة
يشترك البلدان في عضوية مجموعة من المنظمات الدولية، منها:
| علم المنظمة | اسم المنظمة                               | تاريخ انضمام أذربيجان | تاريخ انضمام بوروندي |
| ----------- | ----------------------------------------- | --------------------- | -------------------- |
|             | الاتحاد البريدي العالمي                   | ?                     | ?                    |
|             | يونسكو                                    | 3 يونيو 1992          | 16 نوفمبر 1962       |
|             | البنك الدولي للإنشاء والتعمير             | 18 سبتمبر 1992        | 28 سبتمبر 1963       |
|             | وكالة ضمان الاستثمار متعدد الأطراف        | 23 سبتمبر 1992        | 10 مارس 1998         |
|             | الاتحاد الدولي للاتصالات                  | 10 أبريل 1992         | 16 فبراير 1963       |
|             | منظمة الشرطة الجنائية الدولية             | ?                     | ?                    |
|             | مؤسسة التمويل الدولية                     | 11 أكتوبر 1995        | 28 نوفمبر 1979       |
|             | الأمم المتحدة                             | 2 مارس 1992           | 18 سبتمبر 1962       |
|             | مؤسسة التنمية الدولية                     | 31 مارس 1995          | 28 سبتمبر 1963       |
|             | منظمة حظر الأسلحة الكيميائية              | ?                     | ?                    |
|             | المركز الدولي لتسوية المنازعات الاستشارية | 18 أكتوبر 1992        | 5 ديسمبر 1969        |

## وصلات خارجية
- موقع وزارة الخارجية الأذربيجانية